# Koningszeer
Koningszeer of scrofulose is een ziekte van de halsklieren.
Het is een ontsteking van een lymfeklier in de hals, die verband houdt met tuberculose. De ontsteking kan doorzweren naar de huid.
De ziekte kwam vooral voor bij kinderen en kwam voort uit het drinken van besmette melk. Ze kon leiden tot misvormingen aan het gezicht en vaak zelfs tot de dood. Tegenwoordig komt deze ziekte vrijwel niet meer voor.
In vroeger tijden geloofde men dat koningen bij machte waren om door handoplegging deze ziekte te genezen. De heilige Marcoen zou aan de Merovingische koning Childebert I en diens koninklijk nageslacht, de macht hebben geschonken om dit te bewerkstelligen. Inderdaad genazen vele mensen na de handoplegging, zij het meestal geruime tijd daarna. Dit zou zonder handoplegging overigens ook gebeurd zijn, daar de ziekte vaak spontaan geneest. De handopleggingen tegen koningszeer ontstonden in het 11e-eeuwse Frankrijk en kwamen sporadisch voor in Engeland, tot de praktijk zich onder de Tudors en de Stuarts veralgemeende. Dit hoeft niet alleen uit bijgeloof te zijn gebeurd, maar kan ook wijzen op een manier voor de koning om macht te tonen. Het genezen van ziekten middels aanraking door een vorst werd adenochirapsologie genoemd; de ziekte stond in het Engels als the King's evil bekend.
Van Karel II van Engeland, die leefde in de 17e eeuw, is bekend dat hij nog handopleggingen uitvoerde bij grote aantallen mensen. De Hannoveriaanse successie deed de praktijk verdwijnen. Willem III weigerde omdat hij meende dat het zowel om bijgeloof als om een katholieke traditie ging. Onder George I werd de adenochirapsologie officieel afgeschaft. In Frankrijk was Lodewijk XV sceptisch, maar Lodewijk XVI ging er minstens bij zijn troonsbestijging mee verder en Karel X deed het nog in de 19e eeuw.